# J. J. Connington
J. J. Connington, pseudonyme de Alfred Walter Stewart, né en septembre 1880 à Glasgow et décédé le 1er juillet 1947, est un auteur écossais de roman policier.

## Biographie
Alfred Walter Stewart fait ses études supérieures aux Universités de Glasgow, Marburg et Londres et décroche un diplôme en sciences. Chimiste, chercheur et conférencier, notamment sur les effets de la radioactivité, il est également professeur de chimie organique à l’Université Queen's de Belfast de 1909 à 1914. Pendant la Première Guerre mondiale, il enseigne à l’Université de Glasgow, mais, à la fin du conflit, il retourne à Belfast jusqu’à sa retraite en 1944. Il a publié sous son nom plusieurs ouvrages de vulgarisation scientifique.
En marge de ses activités professionnelles, il se laisse tenter par l’écriture de fictions et fait paraître en 1923, sous le pseudonyme de Walter Stewart, Nordenholt's Million, un récit de science-fiction sur le thème du cataclysme mondial.  Suit en 1924 un roman littéraire, Almighty Gold, avant qu’il n’adopte le pseudonyme de J. J. Connington pour écrire, à partir de 1926, une vingtaine de whodunits classiques qui s’inscrivent dans la tradition des œuvres de Freeman Wills Crofts, John Rhode et Richard Austin Freeman. Leurs récits font en effet la part belle aux méthodes scientifiques : études de balistique, relevés des empreintes digitales, établissement des plans du lieu du crime, confrontations des horaires des chemins de fer...   
L’essentiel de la production policière de J. J. Connington est dévolu aux dix-sept enquêtes de Sir Clinton Driffield. Ce héros, chef de la police d’un comté britannique jamais précisé par l’auteur, a pour assistant le méticuleux inspecteur Severn et doit composer avec l'irascible juge de paix Wendower avec lequel les rapports s’avèrent souvent tendus, voire conflictuels.  
J. J. Connington, outre quelques policiers sans héros récurrents, a signé deux romans mettant en scène l’avocat Mark Brand et deux autres ayant pour enquêteur le superintendant Ross, notamment Le Crime du rail (The Two Tickets Puzzle, 1930), dont Dorothy L. Sayers a avoué s'être largement inspirée pour écrire la solution de son roman Les Cinq Fausses Pistes.
J. J. Connington est l’un des membres fondateurs du Detection Club.

## Œuvre

### Romans

#### SérieSir Clinton Driffield
- Murder in the Maze (1927) Publié en français sous le titre L’Énigme du labyrinthe, Paris, Librairie des Champs-Élysées, Le Masque no 347, 1947
- Tragedy at Ravensthorpe (1927)
- The Case with Nine Solutions (1928)
- Mystery at Lynden Sands (1928)
- Nemesis at Raynham Parva ou Grim Vengeance (1929) Publié en français sous le titre Le Dilemme de Sir Clinton, Paris, Éditions de la Paix, Police Judiciaire no 1, 1947
- The Boat-House Riddle (1931) Publié en français sous le titre Le Mystère du collier, Paris, Nouvelle Revue Critique, L'Empreinte no 13, 1933
- The Sweepstake Murders (1931) Publié en français sous le titre Le Sweepstake tragique, Paris, Nouvelle Revue Critique, L'Empreinte no 80, 1935
- The Castleford Conundrum (1932) Publié en français sous le titre L’Affaire Castleford, Paris, Nouvelle Revue Critique, L'Empreinte no 19, 1933
- The Ha-ha Case ou The Brandon Case (1934)
- In Whose Dim Shadow ou The Tau Cross Mystery (1935)
- A Minor Operation (1937)
- Truth Comes Limping (1938)
- For Murder Will Speak ou Murder Will Speak (1938) Publié en français sous le titre Le crime se trahira, Paris, Nouvelle Revue Critique, L'Empreinte no 169, 1939
- The Twenty-One Clues (1941)
- No Past is Dead (1942)
- Jack-in-the-Box (1944)
- Common Sense is All You Need (1947)

#### SérieSuperintendant Ross
- The Eye in the Museum (1929)
- The Two Tickets Puzzle ou  The Two Ticket Puzzle (1930) Publié en français sous le titre Le Crime du rail, Paris, Nouvelle Revue Critique, L'Empreinte no 26, 1933

#### SérieMark Brand
- The Counsellor (1939)
- The Four Defences (1940)

#### Autres romans policiers
- Death at Swaythling Court (1926) Publié en français sous le titre Chante, ma belle !, Paris, Éditions de la Paix, Police Judiciaire no 14, 1949
- The Dangerfield Talisman (1926)
- Tom Tiddler’s Island ou Gold Brick Island (1933)

#### Autres romans, signés Walter Stewart
- Nordenholt's Million (1923), roman de science-fiction
- Almighty Gold (1924)

### Nouvelles
- After Death the Doctor (1934)
- Beyond Insulin ou Before Insulin (1935)
- Danger in the Dark Cave (1938), nouvelle de science-fiction
- A Criminologist’s Bookshelf (1939)
- The Thinking Machine (1939)

### Publications sous le nom Alfred Walter Stewart
- Stereochemistry (1907)
- Recent Advances in Organic Chemistry (1908)
- Recent Advances in Physical and Inorganic Chemistry (1909)
- A Manual of Practical Chemistry for Public Health Students (1913)
- Chemistry and Its Borderlines (1914)
- Some Physico-Chemical Themes (1922)
- Alias J. J. Connington (1939), essais

## Sources
- Jacques Baudou et Jean-Jacques Schleret, Le Vrai Visage du Masque, vol. 1, Paris, Futuropolis, 1984, 476 p. (OCLC 311506692), p. 129-130.
- Claude Mesplède (dir.), Dictionnaire des littératures policières, vol. 1 : A - I, Nantes, Joseph K, coll. « Temps noir », 2007, 1054 p. (ISBN 978-2-910-68644-4, OCLC 315873251), p. 465.